# The Legend of Heroes: Trails
The Legend of Heroes: Trails est une série de treize jeux vidéo répartis sur 4 arcs narratifs appartenant à la catégorie des J-RPG développé par Nihon Falcom.
Elle est composée de The Legend of Heroes: Trails in the Sky (auquel on y ajoute souvent le suffixe FC, pour First Chapter afin de clarifier la chronologie des jeux), The Legend of Heroes: Trails in the Sky Second Chapter (SC pour Second Chapter) et The Legend of Heroes: Trails in the Sky the 3rd. Ces trois opus sont sortis au Japon entre 2004 et 2007 sur Windows PC, puis ont fait ultérieurement l'objet de portages sur console (PSP, PS3, PSVita). Trails in the Sky et Trails in the Sky SC sont respectivement sortis en 2011 et 2015 en anglais. La localisation de the 3rd est annoncée par XSeed Games en 2016 pour une sortie l'année suivante (en exclusivité sur Windows PC).

## The Legend of Heroes: Trails in the Sky
The Legend of Heroes: Trails in the Sky (英雄伝説VIシックス 空の軌跡 Eiyū Densetsu Shikkusu Sora no Kiseki) est un jeu vidéo de rôle développé par Nihon Falcom, sorti à partir de 2004 sur Windows, PlayStation 3, PlayStation Portable et PlayStation Vita.
Le jeu reçoit la note de 8/10 sur GameSpot et de 8/10 sur IGN.

## The Legend of Heroes: Trails in the Sky SC
The Legend of Heroes: Trails in the Sky SC (英雄伝説VI 空の軌跡 SC Eiyū Densetsu VI Sora no Kiseki SC) est un jeu vidéo de rôle développé par Nihon Falcom, sorti à partir de 2006 sur Windows, PlayStation 3, PlayStation Portable et PlayStation Vita.

## The Legend of Heroes: Trails in the Sky the 3rd
The Legend of Heroes: Trails in the Sky the 3rd (英雄伝説 空の軌跡 The 3rd Eiyū Densetsu Sora no Kiseki The 3rd) est un jeu vidéo de rôle développé par Nihon Falcom, sorti à partir de 2007 sur Windows, PlayStation 3, PlayStation Portable et PlayStation Vita.
| 2004    | Trails in the Sky                   |
| 2005    |                                     |
| 2006    | Trails in the Sky SC                |
| 2007    | Trails in the Sky the 3rd           |
| 2008    |                                     |
| 2009    |                                     |
| 2010    | Trails from Zero                    |
| 2011    | Trails to Azure                     |
| 2012    |                                     |
| 2013    | Trails of Cold Steel                |
| 2014    | Trails of Cold Steel II             |
| 2015    |                                     |
| 2016    |                                     |
| 2017    | Trails of Cold Steel III            |
| 2018    | Trails of Cold Steel IV             |
| 2019    |                                     |
| 2020    | Trails into Reverie                 |
| 2021    | Trails through Daybreak             |
| 2022    | Trails through Daybreak II          |
| 2023    |                                     |
| 2024    | Kai no Kiseki -Farewell, O Zemuria- |
| À venir | Trails in the Sky 1st Chapter       |

## The Legend of Heroes: Trails from Zero
The Legend of Heroes: Trails from Zero (英雄伝説 零の軌跡, Eiyū Densetsu: Zero no Kiseki) est un jeu vidéo de rôle développé par Nihon Falcom et sorti en 2010 sur PlayStation Portable puis réédité en 2022 sur Nintendo Switch
Cet épisode raconte l'histoire de Lloyd Bannings, tout juste diplômé de l'école de police, de retour à Crossbell, la ville où il a grandi, pour diriger une équipe de la "Spécial Support Section" (SSS) composée de Elie McDowell, une jeune aristocrate, Tio Plato, une enfant  surdouée et Randy Orlando, un ancien militaire. 

## The Legend of Heroes: Trails to Azure
The Legend of Heroes: Trails to Azure (英雄伝説碧の軌跡, Eiyū Densetsu: Ao no Kiseki) est un jeu vidéo de rôle développé par Nihon Falcom et sorti en 2011 sur PlayStation Portable

## The Legend of Heroes: Trails of Cold Steel
The Legend of Heroes: Trails of Cold Steel (英雄伝説 閃の軌跡, Eiyū Densetsu: Sen no Kiseki) est un jeu vidéo de rôle développé par Nihon Falcom et sorti en 2013 sur Windows, PlayStation 3 et PlayStation Vita.

## The Legend of Heroes: Trails of Cold Steel II
The Legend of Heroes: Trails of Cold Steel II (英雄伝説 閃の軌跡II, Eiyū Densetsu: Sen no Kiseki Two) est un jeu vidéo de rôle développé par Nihon Falcom et sorti en 2014 sur Windows, PlayStation 3 et PlayStation Vita.

## The Legend of Heroes: Trails of Cold Steel III
The Legend of Heroes: Trails of Cold Steel III (英雄伝説 閃の軌跡III, Eiyū Densetsu: Sen no Kiseki Three) est un jeu vidéo de rôle développé et édité par Nihon Falcom, sorti à partir de 2017 sur Windows, PlayStation 4 et Nintendo Switch.

## The Legend of Heroes: Trails of Cold Steel IV
The Legend of Heroes: Trails of Cold Steel IV (英雄伝説 閃の軌跡IV -THE END OF SAGA-, Eiyū Densetsu: Sen no Kiseki Fō -The End of Saga-) est un jeu vidéo de rôle développé et édité par Nihon Falcom, sorti à partir de 2018 sur Windows, PlayStation 4 et Nintendo Switch.

## The Legend of Heroes: Trails into Reverie
The Legend of Heroes: Trails into Reverie (英雄伝説 創の軌跡, Eiyū Densetsu: Hajimari no Kiseki) est un jeu vidéo de rôle développé et édité par Nihon Falcom, sorti à partir de 2020 sur Windows, PlayStation 4 et Nintendo Switch.

## The Legend of Heroes: Trails through Daybreak
The Legend of Heroes: Trails through Daybreak (英雄伝説 黎の軌跡, Eiyū Densetsu: Kuro no Kiseki) est un jeu vidéo de rôle développé et édité par Nihon Falcom, sorti à partir de 2021 sur Windows, PlayStation 4, PlayStation 5et Nintendo Switch.

## The Legend of Heroes: Trails through Daybreak II
The Legend of Heroes: Trails through Daybreak II (英雄伝説 黎の軌跡Ⅱ -CRIMSON SiN-, Eiyū Densetsu: Kuro no Kiseki II Crimson Sin) est un jeu vidéo de rôle développé et édité par Nihon Falcom, sorti à partir de 2022 sur Windows, PlayStation 4, PlayStation 5 et Nintendo Switch.

## The Legend of Heroes: Kai no Kiseki - Farewell, O Zemuria
The Legend of Heroes: Kai no Kiseki - Farewell, O Zemuria (英雄伝説 界の軌跡 -Farewell, O Zemuria-) est un jeu vidéo de rôle développé et édité par Nihon Falcom, sorti à partir de 2024 sur Windows, PlayStation 4, et PlayStation 5.
Sa sortie en Occident n'est, pour le moment, pas encore annoncé.

## Ventes
En septembre 2017, au moment de la sortie du troisième épisode, la série s'était vendue à plus d'1 million d'exemplaires.
En août 2024, Nihon Falcom annonce que la saga cumule désormais à 8 millions d'exemplaires expédiés à travers le monde.